# Youth (BTS)
Youth è il terzo album in studio del gruppo musicale sudcoreano BTS, pubblicato il 7 settembre 2016.

## Descrizione
Il disco contiene le versioni giapponesi di precedenti brani dei BTS e tre inediti in lingua giapponese: For You, Good Day e Wishing On A Star.
Il primo singolo estratto dall'album, For You, è stato pubblicato il 17 giugno 2015. Il secondo singolo, una versione giapponese di I Need U, è uscito l'8 dicembre 2015. Il terzo ed ultimo singolo, una versione giapponese di Run, è stato reso disponibile il 15 marzo 2016. L'album è stato pubblicato in due versioni: formato CD standard e CD+DVD, contenente i video musicali dei tre singoli ed alcuni eventi svolti per promuovere il disco, oltre ai "making of" dei video musicali e del disco.

## Tracce
1. Introduction: Youth – 2:16 (Ryuja, Rap Monster, "Hitman" Bang, Pdogg, Suga, V, Jeon Jung-kook, J-Hope, Uta, Hiro, Brother Su, Devine Channel)
2. Run (versione giapponese) – 3:55 (Pdogg, "Hitman" Bang, Rap Monster, Suga, V, Jeon Jung-kook, J-Hope)
3. Fire (versione giapponese) – 3:24 (Pdogg, "Hitman" Bang, Rap Monster, Suga, Devine Channel)
4. Dope (versione giapponese, 超ヤベー (Chō yabē?)) – 4:05 (Pdogg, Ear Attack, "Hitman" Bang, Rap Monster, Suga, J-Hope)
5. Good Day – 4:25 (Matt Cab, Ryuja, Suga, J-Hope, Rap Monster, Shoko Fujibayashi)
6. Save Me (versione giapponese) – 3:19 (Pdogg, Ray Michael Djan Jr, Ashton Foster, Samantha Harper, Rap Monster, Suga, J-Hope)
7. Boyz With Fun (versione giapponese, フンタン少年団 (Funtan shōnen-dan?)) – 4:06 (Suga, Pdogg, Hitman Bang, Rap Monster, J-Hope, Jin, Park Ji-min, V)
8. Silver Spoon (versione giapponese, ペップセ (Peppuse?)) – 3:55 (Pdogg, Supreme Boi, Rap Monster, Slow Rabbit)
9. Wishing On A Star – 4:29 (Matt Cab, Willie Weeks, Daisuke, Rap Monster, Suga, J-Hope)
10. Butterfly (versione giapponese) – 4:04 ("Hitman" Bang, Slow Rabbit, Pdogg, Brother Su, Rap Monster, Suga, J-Hope)
11. For You – 4:39 (Uta, Hiro, Rap Monster, Suga, J-Hope, Pdogg)
12. I Need U (versione giapponese) – 3:33 (Pdogg, "Hitman" Bang, Rap Monster, Suga, J-Hope, Brother Su)
13. Epilogue: Young Forever (versione giapponese) – 2:54 (Slow Rabbit, Rap Monster, "Hitman" Bang, Suga, J-Hope)

Durata totale: 49:04
DVD edizione limitata
1. For You (Music Video) – 5:07
2. For You (Behind the Scene - Music Video Shooting) – 4:16
3. I Need U (Japanese Ver.) (Music Video) – 3:56
4. I Need U (Japanese Ver.) (Behind the Scene - Music Video Shooting) – 4:05
5. Run (Japanese Ver.) (Music Video) – 3:50
6. Run (Japanese Ver.) (Behind the Scene - Music Video Shooting)

DVD edizione Loppi HMV
1. For You (Release Memorial)
2. Japan Debut 1 Year Anniversary Event
3. "Youth" Jacket Making

## Formazione
Crediti tratti dalle note di copertina dell'album.
Gruppo
- Jin – voce, scrittura (traccia 7)
- Suga – rap, scrittura (tracce 1-7, 9-13), produzione (traccia 7) , tastiera (traccia 7), sintetizzatore (traccia 7), arrangiamento voci (traccia 7), arrangiamento rap (traccia 7)
- J-Hope – rap, scrittura (tracce 1-2, 4-7, 9-13)
- Rap Monster – rap, scrittura (tutte le tracce), produzione (traccia 13)
- Park Ji-min – voce, ritornello (tracce 3, 9), scrittura (traccia 7)
- V – voce, scrittura (tracce 1-2, 7), ritornello (traccia 4)
- Jeon Jung-kook – voce, scrittura (tracce 1-2), ritornelli (tracce 2-4, 6-13)

Produzione
- "Hitman" Bang – scrittura (tracce 1-4, 7, 10, 12-13)
- Brother Su – scrittura (tracce 1, 10, 12)
- Matt Cab – produzione (tracce 5, 9), scrittura (tracce 5, 9), arrangiamento voci (traccia 9)
- Chung Soo-wan – chitarra (traccia 13)
- Daisuke – scrittura (traccia 9)
- Devine Channel – scrittura (tracce 1, 3)
- Alex DeYoung – mastering
- Ray Michael Djan Jr. – scrittura (traccia 6)
- D.O.I. – missaggio (traccia 11)
- Ear Attack – scrittura (traccia 4)
- Ashton Foster – scrittura (traccia 6)
- Shoko Fujibayashi – scrittura (traccia 5)
- Ham String – archi (traccia 10)
- Samantha Harper – scrittura (traccia 6)
- Hiro – scrittura (tracce 1, 11)
- Bob Horn – missaggio (traccia 7)
- Hum – produzione (traccia 11)
- Jung Jae-pil – chitarra (tracce 2, 10)
- Kim Bo-sung – registrazione
- Sam Klempner – missaggio (tracce 6, 8)
- KM-Markit – testi in giapponese (tracce 2-4, 6-8, 10, 12-13), rap in giapponese (tracce 5, 9, 11), arrangiamento rap (tracce 2-3, 5-10, 12-13), direzione voci e rap (traccia 11)
- Noh Young-won – arrangiamento archi (traccia 10)
- Pdogg – scrittura (tracce 1-8, 10-12), produzione (tracce 2-8, 10, 12), tastiera (tracce 2-4, 6-8, 10, 12), sintetizzatore (tracce 2-4, 6, 8, 10, 12-13), arrangiamento voci (tracce 2-4, 7-9, 11-12), arrangiamento rap (tracce 2-4, 11-12), ritornelli (tracce 3, 8), direzione vocale aggiuntiva (traccia 5), direzione voci e rap (traccia 11), programmazione aggiuntiva (tracce 11, 13), registrazione
- James F. Reynolds – missaggio (tracce 2-4, 12)
- Ryuja – produzione (tracce 1, 5), scrittura (tracce 1, 5)
- Shunsuke Shibusawa – missaggio (tracce 1, 5, 9)
- Slow Rabbit – direzione vocale aggiuntiva (traccia 5), arrangiamento voci (tracce 6-7, 9, 13), arrangiamento rap (tracce 6, 13), scrittura (tracce 8, 10, 13), produzione campione vocale (traccia 8), direzione voci e rap (traccia 11), produzione (traccia 13), tastiera (traccia 13), registrazione
- Supreme Boi – scrittura (traccia 8), ritornello (traccia 8)
- Uta – scrittura (tracce 1, 11), arrangiamento voci e rap (traccia 11), tutti gli strumenti (traccia 11)
- Willie Weeks – produzione traccia (traccia 9), scrittura (traccia 9)
- Yang Ga – missaggio (tracce 10, 13), registrazione

## Successo commerciale
In Giappone l'album ha venduto 44 547 copie durante il primo giorno e ha raggiunto la prima posizione nella classifica giornaliera Oricon, così come in quella settimanale. È stato in seguito certificato disco d'oro dalla RIAJ, vendendo oltre 100 000 copie.

## Classifiche
| Classifica (2016) | Posizione massima |
| ----------------- | ----------------- |
| Giappone          | 1                 |